# Uvaria calamistrata
Uvaria calamistrata este o specie de plante angiosperme din genul Uvaria, familia Annonaceae, descrisă de Henry Fletcher Hance. Conform Catalogue of Life specia Uvaria calamistrata nu are subspecii cunoscute.